# Docohammus
Docohammus is een kevergeslacht uit de familie van de boktorren (Cerambycidae). De wetenschappelijke naam van het geslacht werd voor het eerst geldig gepubliceerd in 1908 door Aurivillius.

## Soorten
Docohammus omvat de volgende soorten:
- Docohammus bennigseni Aurivillius, 1908
- Docohammus flavescens Breuning, 1938
- Docohammus orientalis Breuning, 1986